# فرودگاه مک کرنشاو مموریال
فرودگاه مک کرنشاو مموریال (به انگلیسی: Mac Crenshaw Memorial Airport) یک فرودگاه همگانی بهره‌برداری هوایی است که یک باند فرود آسفالت دارد و طول باند آن ۱۶۷۶ متر است. این فرودگاه در کشور ایالات متحده آمریکا قرار دارد و در ارتفاع ۱۳۷٫۵ متری از سطح دریا واقع شده است.